# Canon EOS M5

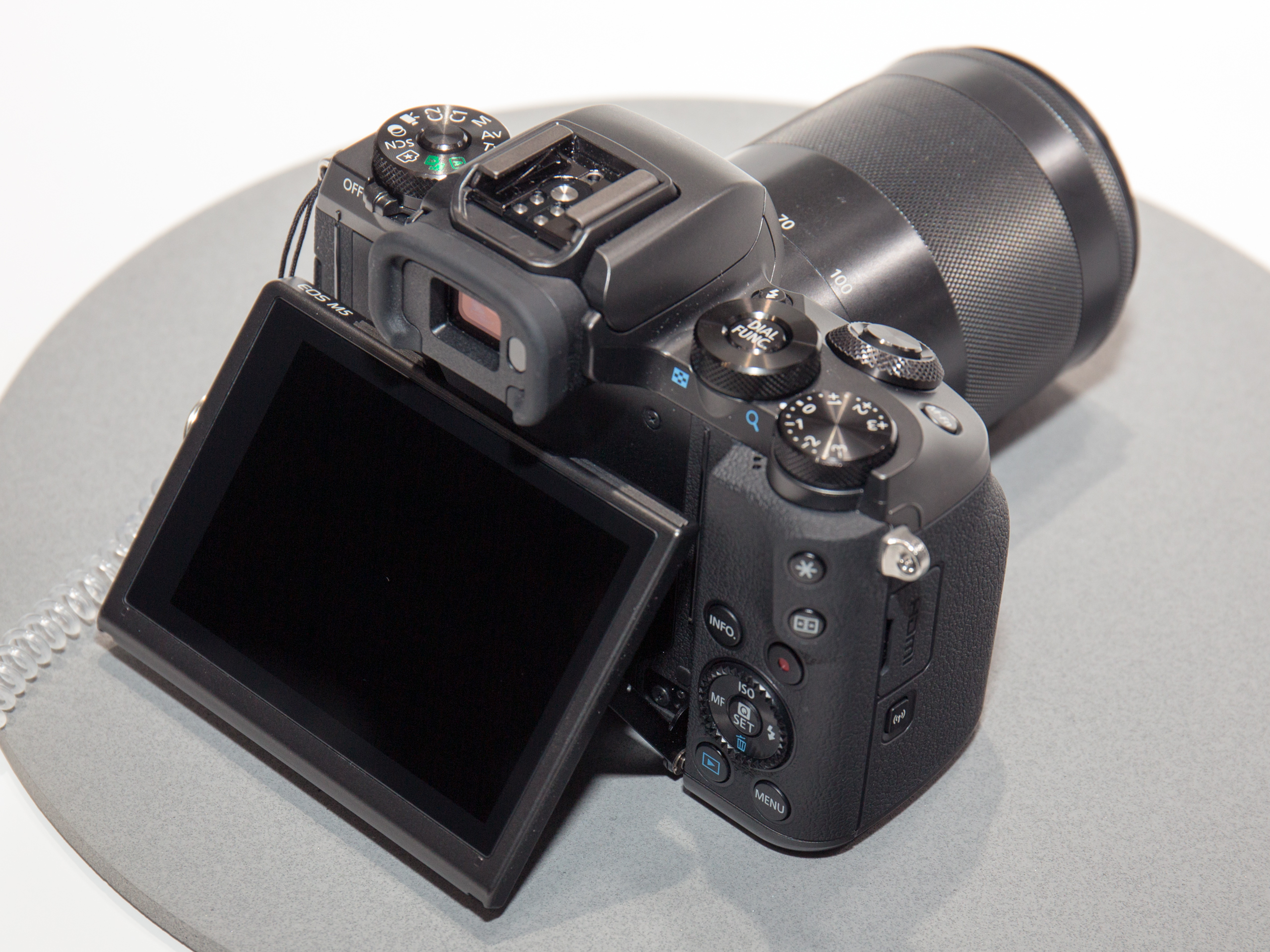
Canon EOS M5 widok z tyłu

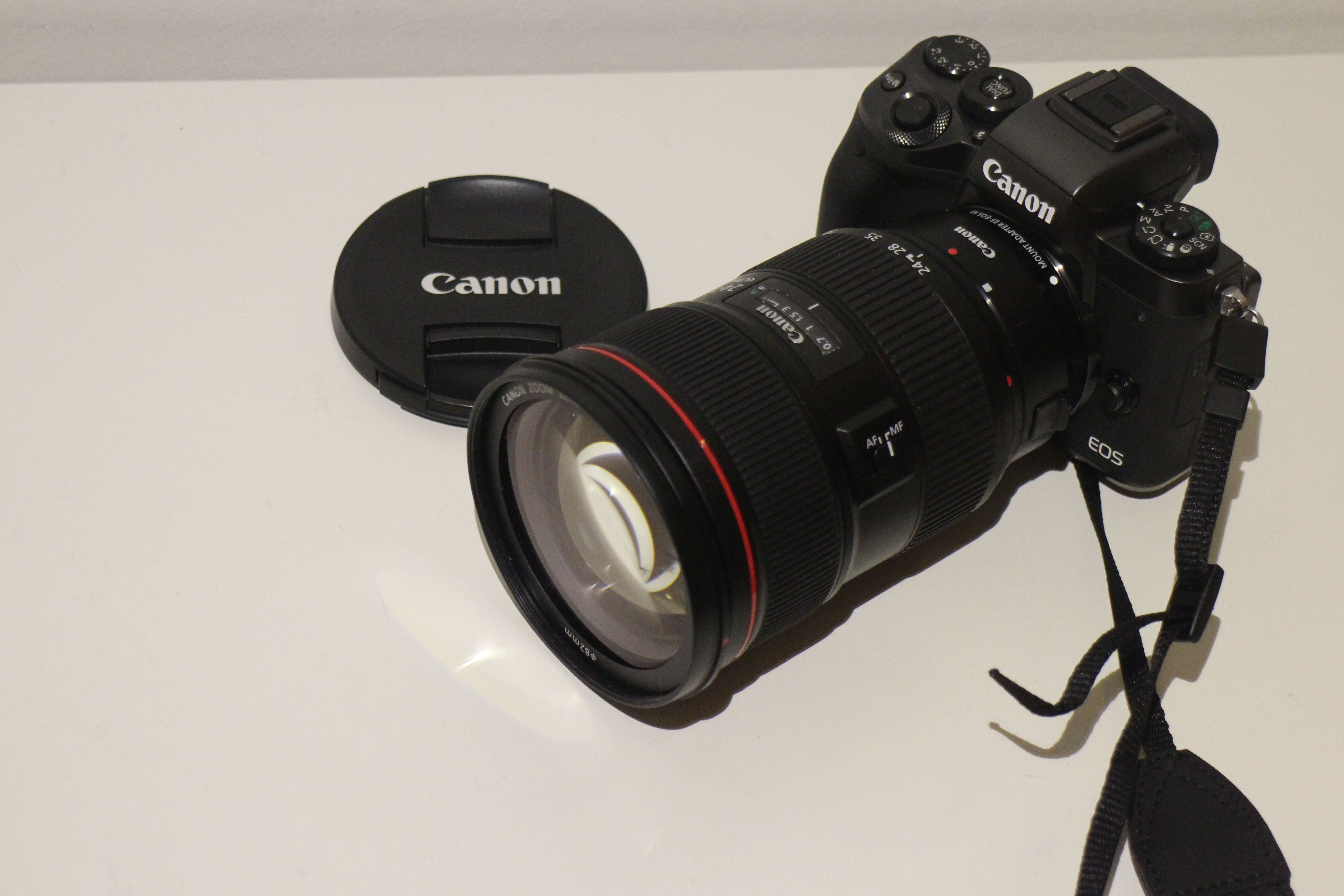
Canon EOS M5 z przejściówką EF do EF-M i profesjonalnym obiektywem Canon EF 24-70 F2.8L USM

Canon EOS M5 – cyfrowy aparat fotograficzny typu bezlusterkowiec wyposażona w matrycę światłoczułą Dual Pixel CMOS AF o rozdzielczości 24,2 megapikseli i procesor DIGIC 7, wyprodukowana przez japońską firmę Canon. Używa standardu mocowania Canon EF-M, przy pomocy odpowiedniej przejściówki może także korzystać z obiektywów Canona z mocowaniem typu EF i EF-S.
Canon EOS M5 posiada oprócz ekranu wizjer OLED.

## Opis aparatu
Canon EOS M5 posiada system AF z 49 punktami krzyżowymi kompatybilnym ze wszystkimi obiektywami marki Canon i wykonuje serie zdjęć w pełnej rozdzielczości z szybkością 9 klatek na sekundę. Ponadto umożliwia nagrywanie filmów w jakości Full HD z płynną, automatyczną regulacją ostrości i zdalne sterowanie aparatem.